# Metrobus (type de véhicule)
Pour les articles homonymes, voir Metrobus.
Le Metrobus est un type d'autobus allemand produit à 4 858 exemplaires de 1959 à 1973 par MAN et Krauss-Maffei. Ce type d'autobus est considéré comme le précurseur de l'autobus standard et fut très répandu dans certaines régions d'Allemagne.
Le terme Metrobus est un dérivé de Métropole et concerne les modèles MAN 640 HO 1 et MAN 750 HO. Ils possédaient un moteur diesel sous le plancher, à l'arrière du véhicule pour les autobus classiques. Les versions MAN 890 UO et MAN 890 UG (articulé) possédaient un moteur sous le plancher mais entre les deux essieux, ce qui explique un plancher en hauteur par rapport à la version courte. Le MAN 535 HO, version interurbaine présente la même disposition pour le moteur et la position du plancher.
La production a continué sous licence dans les pays de l'Est (Roumanie et Yougoslavie) après s'être arrêtée en Allemagne en 1973. Une version trolleybus a été produite en Roumanie.

## Histoire
Dans les années 1950, quatre fabricants dominent le marché des autobus : Büssing, Daimler-Benz, Magirus-Deutz et Kässbohrer. Chacun de ces quatre leaders produit plus de mille autobus chaque année, laissant peu de place à MAN et Krauss-Maffei qui ne produisaient respectivement que 250 et 100 véhicules chaque année.
Afin d'investir le marché, les deux sociétés concluent un accord pour la production d'un nouvel omnibus, le KMS 120, mais c'est finalement cette opération commune qui conduit MAN et Krauss-Maffei à repenser l'autobus et ainsi créer la marque Metrobus.

## Type 604 HO 1
Le 640 HO 1 est considéré comme le Metrobus original, il a été présenté en septembre 1959 lors du Salon International Motor Show de Francfort. Certaines spécifications ont été fixées pour le réseau de transport de Hambourg mais il n'a finalement pas équipé la ville, le moteur à l'arrière, le système d'échappement et l'affichage sont cependant dus à ces spécifications. Le Metrobus répondait aux exigences d'un autobus urbain, le châssis était en matériaux composites et la carrosserie étaient en un seul bloc. Auparavant les autobus étaient plutôt construit sur des châssis de camion.
De plus, le Metrobus est le premier bus de MAN possédant un moteur à l'arrière et non pas à l'avant ni entre les essieux.
Le nom du modèle signifie : 
- 640 HO 1 = 6 tonnes de charge utile
- 640 HO 1 = puissance du moteur de 140 ch (en réalité elle oscille entre 135 ch et 150 ch)
- 640 HO 1 = Heckmotor-Omnibus
- 640 HO 1 = 10 m de long

La production a été assurée par MAN et Krauss-Maffei : le châssis et le moteur étaient fabriqués par MAN et la structure par Krauss-Maffei. 247 véhicules ont été produits :
| 1959          | 1960 | 1961 | 1962 |
| ------------- | ---- | ---- | ---- |
| 1 (Prototype) | 26   | 192  | 28   |

## Type 750 HO
Trois années après la présentation du 640 HO 1, en 1962, le type 750 HO est développé. La suspension devient pneumatique et la suspension avant est indépendante. Le moteur passe à 150 ch.
La désignation signifie :
- 750 HO = 7 tonnes de charge utile
- 750 HO = 150 ch de puissance
- 750 HO = Heckmotor-Omnibus

Entre-temps, la société Krauss-Maffei, qui a participé à la construction de 343 exemplaires, prend du recul en 1963 sur fond de désaccord avec MAN. En 1965, Krauss-Maffei se retire de la production du Metrobus et MAN assume seul le développement et la production de la série. Des versions à 160 ch ou 192 ch voient le jour à partir de 1965.
Plusieurs types sont développés : articulés, banlieue, interurbains et autocars. Même si ces bus s'éloignent de la désignation Metrobus, ils sont proches de la série 750 HO et ont été produits dans de faibles quantités. La lettre M est ajoutée pour désigner la série principale, elle se décline alors en trois types :
- 750 HO-10 M : 10 m de long
- 750 HO-11 M : 11 m de long
- 750 HO-12 M : 12 m de long

La version 750 HO M11 A désigne les modèles possédant une double porte à l'avant et un empattement plus court.
La production des 4 631 autobus est détaillée comme suit :
| 1962 | 1963 | 1964 | 1965 | 1966 | 1967 | 1968 | 1969 | 1970 | 1971 | 1972 | 1973  | 1974 |
| ---- | ---- | ---- | ---- | ---- | ---- | ---- | ---- | ---- | ---- | ---- | ----- | ---- |
| 230  | 278  | 294  | 319  | 316  | 417  | 582  | 552  | 862  | 746  | 29   | Aucun | 5    |

(Remarque : Un exemplaire est absent de ce tableau)
Le MAN 750 HO-SL remplace le 750 HO dans les années 1970. Les versions 10 m et 12 m sont arrêtées et seule la version 11 m continue jusqu'en 1973, date de l'arrêt définitif de la production de Metrobus. Au total, 4631 véhicules ont été produits dont 343 avec la participation de Krauss-Maffei.

## Autres types

### Type 890 UO
Ce modèle possède un moteur sous le plancher (et non pas à l'arrière) et n'entre ainsi pas dans la catégorie Metrobus, cependant il reprend l'architecture du Metrobus et a été produit en très peu d'exemplaires.
Le type UO signifie : Unterflur-Omnibus. La ville de Wuppertal a utilisé 5 autobus (n°1095 à 1099).

### Type 890 UG
Il s'agit de la version articulée du 890 UO, UG signifiant Unterflur-Gelenkbus

### Autobus suburbains, interurbains et autocars
3 versions différentes sont issues du MAN 535 HO :
- 535 HO V = Vorortbus ou
- 535 HO-U = Überlandbus ou Interurbain
- 535 HO-R = Reisebus ou Autocar de tourisme